# Corazón salvaje (série télévisée, 1993)
Corazón salvaje est un téléroman mexicain diffusé en 1993 - 1994 par Canal de las Estrellas.

## Distribution
- Edith González - Countess Alcázar
- Eduardo Palomo - Juan Valle
- Verónica Merchant - Mariana Mancera
- César Évora - Juez Marcelo Vargas
- Enrique Lizalde - Don Noel Mancera
- Claudia Islas - Sofía Molina Vda. de Alcázar y Valle
- Arsenio Campos - Alberto de la Serna
- Luz María Aguilar - Condesa Catalina Montero Vda. de Altamira.
- Ernesto Yáñez - Bautista Rosales
- Yolanda Ventura - Azucenita Torres
- Javier Ruan - Don Guadalupe Cajiga
- Ariel Lopez Padilla - Carlos Andrés Alcazar
- Isaura Espinoza - Dona Amanda Monterrubio Vda. de Romero Vargas
- Ana Colchero - Amiee Alcázar
- Olivia Cairo - Juanita
- Emilio Cortés - Serafín Campero
- Ana Laura Espinosa - Lupe
- Pedro Sicard - Joaquín Vargas
- Jaime Lozano - Segundo Quintana
- Adalberto Parra - Capitán Espíndola
- Alejandro Rábago - Pedro
- Gonzalo Sánchez - Facundo Gómez "El Tuerto"
- Mónika Sánchez - Rosa
- Indra Zuno - Meche
- Antonia Marcin - Dolores Peñaloza de Altamira
- Julio Monterde - Fray Domingo
- Queta Lavat - Madre Superiora
- Arturo Paulet - Lic. Aurelio Mondragón
- Joana Brito - Ana
- Maribel Palmer - Teresa
- Queta Carrasco - Doña Prudencia Santa María
- María Dolores Oliva - Tehua
- Juan Antonio Llanes - Juez Esperón
- Conchita Márquez - Sor Juliana
- Geraldine Bazán - Mónica (enfant)
- Julián de Tavira - Juan (enfant)
- Christian Ruiz - Andrés (enfant)
- Alicia del Lago
- Felio Eliel
- Charito Granados
- Nelly Horsman
- Carl Hillos
- Araceli Cordero
- Julián Velázquez

## Prix et distinctions

### Premios TVyNovelas1994
- Premios TVyNovelas de la Meilleure telenovela de l'année

## Versions
- Juan del Diablo (1966)
- Corazón salvaje (1966).
- Corazón salvaje (1977).
- Corazón salvaje (2009).

### Sources
- (es) Cet article est partiellement ou en totalité issu de l’article de Wikipédia en espagnol intitulé « Corazón salvaje (telenovela de 1993) » (voir la liste des auteurs).